# 张文昱
张文昱（？—？），江宁人，是一名明朝政治人物。
张文昱曾于洪武五年(1372年)接替周时中任邵武府知府一职，洪武二十五年(1392年)由徐济接任。